# Hafgan
Hafgan è un dio dell'Annwn, l'Oltretomba della mitologia gallese.
Nel Primo Ramo del Mabinogion Hafgan è il rivale di Arawn, il re di Annwn. Arawn non può ucciderlo. Allora si scambia con Pwyll, il mortale re del Dyfed. I due si scontrano e Pwyll uccide Hafgan.